# Mistrzostwa Polski w Short Tracku 2012
Mistrzostwa Polski w Short Tracku 2012 – 16. edycja mistrzostw, która odbyła się w dniach 23–25 marca 2012 roku na lodowisku Helena w Elblągu.

## Wyniki

### Kobiety

#### 500 metrów
Finał
| Miejsce | Zawodniczka          | Klub              | Wynik  |
| ------- | -------------------- | ----------------- | ------ |
| 1.      | Patrycja Maliszewska | Juvenia Białystok | 45,101 |
| 2.      | Aida Bella           | AZS Opole         | 45,948 |
| 3.      | Natalia Maliszewska  | Juvenia Białystok | 46,118 |
| 4.      | Paula Bzura          | Juvenia Białystok | 47,728 |

#### 1000 metrów
Finał
| Miejsce | Zawodniczka          | Klub              | Wynik    |
| ------- | -------------------- | ----------------- | -------- |
| 1.      | Patrycja Maliszewska | Juvenia Białystok | 1:36,066 |
| 2.      | Paula Bzura          | Juvenia Białystok | 1:36,512 |
| 3.      | Nikola Mazur         | Juvenia Białystok | 1:38,384 |
| 4.      | Monika Grządkowska   | Błyskawica Toruń  | 1:39,124 |

#### 1500 metrów
Finał
| Miejsce | Zawodniczka           | Klub              | Wynik    |
| ------- | --------------------- | ----------------- | -------- |
| 1.      | Paula Bzura           | Juvenia Białystok | 2:35,374 |
| 2.      | Patrycja Maliszewska  | Juvenia Białystok | 2:35,525 |
| 3.      | Barbara Kobylakiewicz | AZS Opole         | 2:35,644 |
| 4.      | Nikola Mazur          | Juvenia Białystok | 2:38,418 |
| 5.      | Patrycja Roszkowska   | Juvenia Białystok | 2:40,489 |
| 6.      | Natalia Maliszewska   | Juvenia Białystok | 2:42,937 |
| 7.      | Adrianna Ciwoniuk     | Juvenia Białystok | 3:16,199 |

#### Superfinał 3000 metrów
Finał
| Miejsce | Zawodniczka           | Klub              | Wynik    |
| ------- | --------------------- | ----------------- | -------- |
| 1.      | Paula Bzura           | Juvenia Białystok | 5:31,408 |
| 2.      | Patrycja Maliszewska  | Juvenia Białystok | 5:31,831 |
| 3.      | Aida Bella            | AZS Opole         | 5:31,922 |
| 4.      | Natalia Maliszewska   | Juvenia Białystok | 5:37,711 |
| 5.      | Barbara Kobylakiewicz | AZS Opole         | 5:38,940 |
| 6.      | Patrycja Roszkowska   | Juvenia Białystok | 5:39,084 |
| 7.      | Monika Grządkowska    | Błyskawica Toruń  | 5:41,410 |
| 8.      | Nikola Mazur          | Juvenia Białystok | PEN      |

#### Wielobój
Klasyfikacja
| Miejsce | Zawodniczka           | Klub              | Dystanse | Dystanse | Dystanse | Punkty |
| Miejsce | Zawodniczka           | Klub              | 1500 m   | 500 m    | 1000 m   | Punkty |
| ------- | --------------------- | ----------------- | -------- | -------- | -------- | ------ |
| 1.      | Patrycja Maliszewska  | Juvenia Białystok | 2        | 1        | 1        | 110    |
| 2.      | Paula Bzura           | Juvenia Białystok | 1        | 4        | 2        | 102    |
| 3.      | Aida Bella            | AZS Opole         | 18       | 2        | 7        | 34     |
| 4.      | Natalia Maliszewska   | Juvenia Białystok | 6        | 3        | 8        | 24     |
| 5.      | Nikola Mazur          | Juvenia Białystok | 4        | 5        | 3        | 21     |
| 6.      | Barbara Kobylakiewicz | AZS Opole         | 3        | 10       | 6        | 18     |
| 7.      | Monika Grządkowska    | Błyskawica Toruń  | 13       | 16       | 4        | 10     |
| 8.      | Patrycja Roszkowska   | Juvenia Białystok | 5        | 12       | 10       | 8      |
| 9.      | Adrianna Ciwoniuk     | Juvenia Białystok | 7        | 11       | 5        | 2      |

#### Sztafeta 3000 metrów
Finał
| Miejsce | Klub                                                                                              | Wynik    |
| ------- | ------------------------------------------------------------------------------------------------- | -------- |
| 1.      | Juvenia Białystok Karolina Regucka Natalia Maliszewska Patrycja Maliszewska Paula Bzura           | 4:30,266 |
| 2.      | AZS Opole Aida Bella Barbara Kobylakiewicz Kaja Pniewska Magdalena Szwajlik Marta Wójcik          | 4:31,725 |
| 3.      | Juvenia Białystok II Adrianna Ciwoniuk Nikola Mazur Patrycja Rokicka Patrycja Roszkowska          | 4:47,189 |
| 4.      | Orzeł Elbląg Dorota Kisielewska Kamila Stormowska Marika Surowiec Mariola Rybak Weronika Surowiec | 4:52,419 |

### Mężczyźni

#### 500 metrów
Finał
| Miejsce | Zawodnik            | Klub              | Wynik  |
| ------- | ------------------- | ----------------- | ------ |
| 1.      | Bartosz Konopko     | Juvenia Białystok | 42,599 |
| 2.      | Adam Filipowicz     | AZS Opole         | 42,739 |
| 3.      | Sebastian Kłosiński | Orzeł Elbląg      | 42,774 |
| 4.      | Jakub Jaworski      | Juvenia Białystok | 42,857 |

#### 1000 metrów
Finał
| Miejsce | Zawodnik            | Klub              | Wynik    |
| ------- | ------------------- | ----------------- | -------- |
| 1.      | Bartosz Konopko     | Juvenia Białystok | 1:35,121 |
| 2.      | Jakub Jaworski      | Juvenia Białystok | 1:35,683 |
| 3.      | Jakub Borowski      | Juvenia Białystok | 1:36,354 |
| 4.      | Sebastian Kłosiński | Orzeł Elbląg      | PEN      |

#### 1500 metrów
Finał
| Miejsce | Zawodnik           | Klub              | Wynik    |
| ------- | ------------------ | ----------------- | -------- |
| 1.      | Bartosz Konopko    | Juvenia Białystok | 2:29,195 |
| 2.      | Jakub Jaworski     | Juvenia Białystok | 2:29,384 |
| 3.      | Szymon Wilczyk     | Juvenia Białystok | 2:29,487 |
| 4.      | Jakub Borowski     | Juvenia Białystok | 2:29,749 |
| 5.      | Dawid Rzemieniecki | Juvenia Białystok | PEN      |
| 6.      | Adam Filipowicz    | AZS Opole         | PEN      |

#### Superfinał 3000 metrów
Finał
| Miejsce | Zawodnik            | Klub              | Wynik    |
| ------- | ------------------- | ----------------- | -------- |
| 1.      | Jakub Jaworski      | Juvenia Białystok | 5:18,350 |
| 2.      | Szymon Wilczyk      | Juvenia Białystok | 5:18,487 |
| 3.      | Adam Filipowicz     | AZS Opole         | 5:19,159 |
| 4.      | Jakub Borowski      | Juvenia Białystok | 5:26,032 |
| 5.      | Sebastian Kłosiński | Orzeł Elbląg      | 5:28,295 |
| 6.      | Bartosz Konopko     | Juvenia Białystok | 6:33,207 |

#### Wielobój
Klasyfikacja
| Miejsce | Zawodnik            | Klub              | Dystanse | Dystanse | Dystanse | Punkty |
| Miejsce | Zawodnik            | Klub              | 1500 m   | 500 m    | 1000 m   | Punkty |
| ------- | ------------------- | ----------------- | -------- | -------- | -------- | ------ |
| 1.      | Bartosz Konopko     | Juvenia Białystok | 1        | 1        | 1        | 105    |
| 2.      | Jakub Jaworski      | Juvenia Białystok | 2        | 4        | 2        | 84     |
| 3.      | Szymon Wilczyk      | Juvenia Białystok | 3        | 5        | 5        | 34     |
| 4.      | Adam Filipowicz     | AZS Opole         | 5        | 2        | 7        | 34     |
| 5.      | Jakub Borowski      | Juvenia Białystok | 4        | 39       | 3        | 29     |
| 6.      | Sebastian Kłosiński | Orzeł Elbląg      | 18       | 3        | 4        | 23     |
| 7.      | Dawid Rzemieniecki  | Juvenia Białystok | 6        | 16       | 13       | 0      |

#### Sztafeta 5000 metrów
Finał
| Miejsce | Klub                                                                                                   | Wynik    |
| ------- | --- | -------- |
| 1.      | Juvenia Białystok Bartosz Konopko Dariusz Kulesza Dawid Rzemieniecki Jakub Jaworski Wojciech Kraśnicki | 7:22,964 |
| 2.      | Orzeł Elbląg Adrian Jasiński Dawid Kowalski Michał Domański Sebastian Kłosiński                        | 7:28,387 |
| 3.      | Juvenia Białystok II Jakub Borowski Karol Nieścier Rafał Piórecki Szymon Wilczyk Wojciech Kamieński    | 7:38,356 |
| 4.      | Juvenia Białystok III Bartosz Judzicki Michał Dudziuk Michał Skorulski Paweł Kozłowski Rafał Kiluk     | 8:18,452 |